# Права ЛГБТ в Кот-д’Ивуаре
Лесбиянки, геи, бисексуалы и трансгендеры (ЛГБТ) в Кот-д'Ивуаре могут столкнуться с правовыми проблемами, с которыми не сталкиваются жители, не принадлежащие к ЛГБТ. Однополые сексуальные отношения как мужчин, так и женщин разрешены в Кот-д'Ивуаре, но однополые пары и домохозяйства, возглавляемые однополыми парами, не имеют права на ту же правовую защиту, что и разнополые пары.

## Законы об однополых половых связях
Однополые половые акты сами по себе являются законными и никогда не преследовались законом в Кот-д'Ивуаре, отчасти из-за того, что Кот-д'Ивуар был бывшей французской колонией и не унаследовал законы о содомии от Франции, в отличие от многих бывших британских колоний по всему миру.

Что касается публичных однополых половых актов, статья 360 Уголовного кодекса гласит:
Est puni d'un enprisonnement de trois mois à deux ans et d'une amende de 50 000 à 500 000 francs quiconque commet un возмущение общественности а-ля pudeur. Si l'outrage public à la pudeur состоит в un acte impudique ou contre nature avec un individu du même sexe l'emprisonnement est de six mois à deux ans et l'amende de 50 000 à 300 000 франков. Les peines peuvent être portées au double si le délit a été commis envers un mineur ou en présence d'un mineur de dix huit ans.
Перевод:
Тот, кто совершит публичное нарушение норм приличия, будет наказан тюремным заключением на срок от трех месяцев до двух лет и штрафом в размере от 50 000 до 500 000 франков. Если публичное нарушение приличия состоит в непристойном или противоестественном действии с лицом того же пола, срок тюремного заключения составляет от шести месяцев до двух лет, а штраф — от 50 000 до 300 000 франков. Наказание может быть удвоено, если преступление совершено в отношении или в присутствии несовершеннолетнего.

## Признание однополых отношений
Правительство Кот-д'Ивуара не признает однополые пары.

## Усыновление и планирование семьи
По данным Государственного департамента США, «геи и лесбиянки и пары не имеют права на усыновление».

## Защита от дискриминации
Не существует правовой защиты от дискриминации по признаку сексуальной ориентации или гендерной идентичности.
Однако в марте 2010 года, принимая участие в Универсальном периодическом обзоре Совета ООН по правам человека, представитель Кот-д’Ивуара заявил, что они начнут «принимать меры для обеспечения борьбы с дискриминацией по признаку сексуальной ориентации и гендерной идентичности», но что они не будут запускать «программы по повышению осведомленности», потому что это не является «текущим приоритетом».

## Условия жизни
В Докладе о правах человека Государственного департамента США за 2011 г. говорится: 
Официальной дискриминации по признаку сексуальной ориентации при трудоустройстве, жилье, безгражданстве, доступе к образованию или медицинскому обслуживанию не было. Однако, по сообщениям, социальная стигматизация ЛГБТ-сообщества была широко распространена, и правительство не предприняло никаких действий для противодействия ей в течение года. Сообщается, что геи подвергались избиениям, тюремному заключению, словесным оскорблениям, унижениям и вымогательству со стороны полиции, жандармов и военнослужащих. По сообщениям, в течение года Силы Республики Кот-д'Ивуар (FRCI) избивали и оскорбляли геев и трансгендеров, большинство из которых были секс-работниками. Жалобы не подавались, опасаясь репрессий. Сообщается, что положение ЛГБТ-сообщества улучшилось после поствыборного кризиса, но оставалось неустойчивым. Несколько ЛГБТ-организаций в стране действовали с осторожностью, чтобы не стать жертвами бывших членов Сил обороны и безопасности. Однако газеты положительно сообщили о вечеринке в канун Нового года, устроенной группой лесбиянок в Абиджане.
Туре Клавер, президент ЛГБТ-группы «Альтернатива Кот-д'Ивуар», вспоминал в сентябре 2011 года, что несколько лет назад врач отказал пациенту в обслуживании из-за его сексуальной ориентации. Затем Клавер и несколько членов группы протестовали возле медицинского центра, где работал врач, что в конечном итоге закончилось тем, что пациенту была оказана помощь. Клавер заявил, что в целом «дискриминация геев по-прежнему существует, но в целом мы движемся к относительной терпимости».

## Общая таблица
| Однополые сексуальные отношения легальны                                    | Законно |
| Равный возраст согласия                                                     | No      |
| Законы о борьбе с дискриминацией в отношении разжигания ненависти и насилия | No      |
| Законы о борьбе с дискриминацией в сфере занятости                          | No      |
| Антидискриминационные законы в сфере предоставления товаров и услуг         | No      |
| Однополые браки                                                             | No      |
| Распознавание однополых пар                                                 | No      |
| Усыновление приемного ребенка однополыми парами                             | No      |
| Совместное усыновление однополыми парами                                    | No      |
| Геям и лесбиянкам разрешено открыто служить в армии                         | No      |
| Право изменить юридический пол                                              | No      |
| Коммерческое суррогатное материнство для гей-пар                            | No      |
| МПсМ могут быть донорами крови                                              | No      |